# Champignon filamenteux

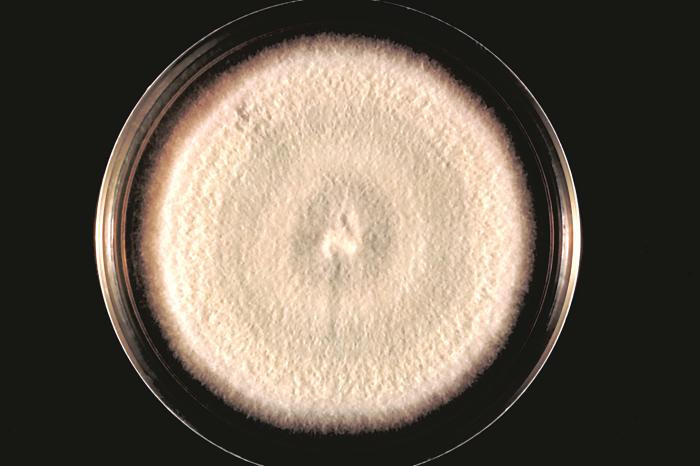
Acremonium falciforme

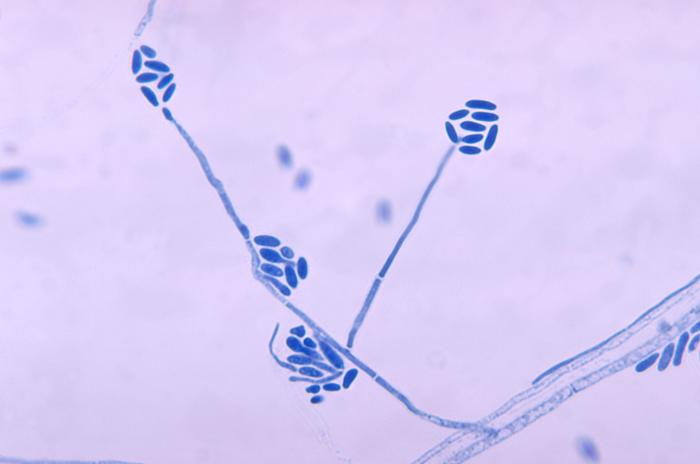
Conidia et conidiophores au microscope

La notion de champignon filamenteux (Mold ou Filamentous Fungi pour les anglophones) est une catégorisation morphologique et non taxonomique. Cette dénomination est notamment utilisée dans le monde médical.
Elle désigne de manière générale tout champignon (parasite et/ou saprophyte) qui présente un aspect cotonneux lors de sa croissance (ces filaments ou hyphes, étant composés de matière organique). Chez les anglophones Mold peut aussi désigner le dépôt filamenteux laissé par le champignon mort. 
On en trouve dans tous les milieux, jusque autour des sources hydrothermales des grands fonds marins avec des espèces dites extrêmophiles

## Éléments de caractérisation
Ces champignons n'existent souvent dans la nature qu'à l'état de colonies et non à l'état de cellules uniques indépendantes (ce qui les différencie des levures). 
Il s'agit le plus souvent de moisissures, mais certains auteurs classent les Pezizomycetes (autrefois appelés discomycètes) parmi les champignons filamenteux (car formés d'hyphes). Selon le Medical Dictionary Farlex Partner (version 2012) il s'agit de champignons filamenteux, prenant généralement la forme d'une colonie circulaire pouvant présenter un aspect cotonneux, laineux, ou glabres, mais toujours caractérisés par des filaments qui ne sont pas organisés en grands organes de fructification, comme ils le seraient chez les champignons "vrais".
Leurs hyphes sont caractérisées par une forte polarisation qui permet leur croissance plus ou moins arborescentes et filamenteuse,,.
Contrairement à ce qu'on a longtemps pensé, certaines espèces semblent pouvoir dans certaines conditions former des biofilms (comme le font certaines algues, bactéries et levures), ce qui pourrait renforcer leur efficacité pathogène et défenses face à des molécules fongicides,.

## Pathogénicité
Certains de ces champignons peuvent attaquer divers tissus humains, c'est par exemple le cas des Aspergillus et Dermatophytes.

## Usages industriels
Ces champignons capables de synthétiser des acides organiques et des molécules complexes, intéressent l'industrie des biotechnologies et de la pharmacie ; ce sont des cultures de champignons filamenteux qui permettent par exemple de produire massivement l'acide citrique et la pénicilline. Leur culture contrôlée en milieu submergé est plus délicat que pour les levures, mais on cherche à rendre de telles cultures possibles. 